# ГЕС Коньє
ГЕС Коньє (фр. Cognet) — гідроелектростанція на південному сході Франції. Входить до каскаду ГЕС на річці Драк (ліва притока Ізеру, який через Рону відноситься до сточища Ліонської затоки Середземного моря), що дренує західну частину Альп Дофіне та східну частину Французьких Передальп. Розташована між ГЕС Cordéac (вище по течії) та ГЕС Monteynard-Avignonet.
Водосховище станції об'ємом 28 млн м3 утримує бетонна аркова гребля Saint-Pierre-Cognet (St Pierre de Méaroz) висотою 80 метрів, довжиною 130 метрів та товщиною від 3 до 12 метрів, на спорудження якої пішло 42 тис. м3 матеріалу. Окрім прямого стоку, сюди надходить ресурс завдяки деривації із річки Bonne (права притока Драку, яка впадає в нього нижче греблі Saint-Pierre-Cognet).
Машинний зал станції розташований за декілька кілометрів нижче по долині Драку та обладнаний двома турбінами типу Френсіс загальною потужністю 100 МВт, які при напорі в 90 метрів забезпечують виробництво 295 млн кВт-год електроенергії на рік.